# Александрув (Красницький повіт)
Александрув (пол. Aleksandrów) — село в Польщі, у гміні Госцерадув Красницького повіту Люблінського воєводства.
Населення — 241 особа (2011).
У 1975-1998 роках село належало до Тарнобжезького воєводства.

## Демографія
Демографічна структура станом на 31 березня 2011 року:
|          | Загалом | Допрацездатний вік | Працездатний вік | Постпрацездатний вік |
| -------- | ------- | ------------------ | ---------------- | -------------------- |
| Чоловіки | 128     | 26                 | 85               | 17                   |
| Жінки    | 113     | 20                 | 63               | 30                   |
| Разом    | 241     | 46                 | 148              | 47                   |